# Rourea myriantha
Rourea myriantha är en tvåhjärtbladig växtart som beskrevs av Henri Ernest Baillon. Rourea myriantha ingår i släktet Rourea och familjen Connaraceae. Inga underarter finns listade i Catalogue of Life.